# 复序假卫矛
复序假卫矛（学名：Microtropis semipaniculata）为卫矛科假卫矛属的植物，是中国的特有植物。分布在中国大陆的广西等地，生长于海拔1,200米至1,600米的地区，常生于山地密林中，目前尚未由人工引种栽培。